# Prosinec 2007
1. prosince – sobota
 U Dolních Počernic vykolejil vlak Pendolino Českých drah jedoucí z Prahy do Ostravy. Při nehodě nebyl nikdo zraněn, příčinou byl lom kolejnice, podle Českých drah naříznuté.
2. prosince – neděle
 Strana Jednotné Rusko zvítězila podle prvních odhadů v ruských parlamentních volbách se ziskem 64 % hlasů – množství opozičních stran si ale již dříve stěžovalo na diskriminaci a perzekuce ze strany státu.
3. prosince – pondělí
  Zpráva amerických tajných služeb uvádí, že Írán přestal už v roce 2003 s vývojem atomové bomby a nebude schopen vývoj obnovit před rokem 2010. Americká vláda přesto dál považuje Írán za velkou hrozbu pro budoucnost.
 Policie oznámila, že šetří krádež 564 miliónů Kč z pražské pobočky bezpečnostní firmy G4S. Jde o největší krádež hotovosti české historie, dosahující cca 1/3 hotovosti uloupené během Velké vlakové loupeže.
 Venezuelané odmítli v referendu návrh prezidenta Huga Cháveze na změny ústavy, která by posilovala jeho pravomoci. Pro změny hlasovalo 49 % voličů, proti 51 %.
4. prosince – úterý
 Poslanec za Stranu zelených Ondřej Liška byl jmenován novým ministrem školství. Jeho jmenování ale neodvrátilo masovou stávku, které se zúčastnilo 128 000 učitelů.
5. prosince – středa
 Vláda premiéra Mirka Topolánka přežila podruhé za dobu své existence hlasování o vyslovení nedůvěry. Pro návrh hlasovalo jen 97 poslanců z řad opozičních sociálních demokratů a komunistů.
7. prosince – pátek
 Mimořádná ekologická katastrofa hrozí na pobřeží Jižní Koreje, kde po srážce tankeru Hebbei Spirit s dalším plavidlem uniklo do moře přes 10 000 tun ropy a vzniklá ropná skvrna směřuje k pobřeží. Práci záchranných týmů přitom ztěžuje velmi špatné počasí.
9. prosince – neděle
Na Ukrajině se v podvečer zřítilo malé letadlo Beechcraft C90 letící z Hradce Králové. Havárie si vyžádala život pěti Čechů.
10. prosince – pondělí
 Zvyšování cen potravin vyhnalo míru inflace na pět procent, nejvyšší od roku 2001. Míra nezaměstnanosti naopak klesla na nejnižší hodnotu za posledních devět let - 5,6 procenta.
11. prosince – úterý
 Julia Tymošenková nedostala důvěru jako premiérka nové ukrajinské vlády. Při hlasování v parlamentu jí chyběl jeden hlas.
 Dva výbuchy v ulicích Alžíru zabily nejméně 47 lidí, jeden z nich byl zacílen na kancelář úřadu OSN.
 Vláda České republiky vypověděla smlouvu na nákup obrněných transportérů firmy Steyr. Vozidla neprošla zkouškami. Výše kontraktu byla přibližně 20,8 miliardy korun.
16. prosince – neděle
 Britská armáda oficiálně předala vládu nad provincií Basra do rukou iráckých ozbrojených sil.
18. prosince – úterý
 Ukrajinský parlament na druhý pokus zvolil Julii Tymošenkovou předsedkyní nové, „oranžové“ proevropské vlády. Její kabinet však bude mít jen těsnou většinu dvou hlasů.
 Při vykolejení vlaku na cestě z Karáčí do Láhauru v jižním Pákistánu zemřelo nejméně 58 lidí, ještě více je zraněných. V jižní Asii jsou železniční nehody oproti Evropě častější.
21. prosince – pátek
 Devět zemí, včetně Česka, vstoupilo do Schengenského prostoru. Lze tak cestovat již 24 evropskými státy bez hraničních kontrol.
 Ve věku 69 let zemřela herečka činoherního klubu Národního divadla Věra Galatíková (* 19. srpna 1938)
23. prosince – neděle
 Vnitropolitické napětí v Thajsku narostlo po volebním vítězství strany bývalého premiéra Thakšina Šinavatru svrženého před 2 lety vojenským převratem pro údajnou korupci.
24. prosince – pondělí
 V prezidentských volbách v Uzbekistánu získala dosavadní hlava státu Islam Karimov 88 % hlasů, pozorovatelé označili volby za nedemokratické.
25. prosince – úterý
 Papež Benedikt XVI. se ve svém poselství Urbi et Orbi modlil za mír pro celý svět, zvláště v Iráku, Libanonu a Svaté zemi (Izrael a Palestinská autonomie).
26. prosince – středa
 Na osm let nucených prací bylo odsouzeno šest francouzských humanitárních pracovníků, kteří se pokoušeli získat 103 čadských dětí z chudých rodin k výchově v Evropě. Soud je uznal vinnými z pokusu o únos.
 Už třetí rezoluci odmítající samostatnost Kosova přijal srbský parlament. Předložily ji společně strany premiéra Kostunici a prezidenta Tadiće.
27. prosince – čtvrtek
 Při pumovém útoku v Rávalpindí byla smrtelně zraněna pákistánská opoziční politička a bývalá premiérka Bénazír Bhuttová.
 Ve věku 64 let zemřel na rakovinu populární český zpěvák Karel Černoch (* 12. října 1943).
28. prosince – pátek
 Nepálský prozatímní parlament schválil přechod země od království k republice. Změna státního zřízení je součástí mírových jednání s maoistickými povstalci.
 Kvůli růstu napětí na Blízkém východě byly znovu odloženy prezidentské volby v Libanonu z 29. prosince na 12. leden 2008. Země nemá prezidenta od listopadu a jeho pravomoci převzala vláda.
30. prosince – neděle
 Podle oficiálních výsledků vyhrál keňské prezidentské volby dosavadní prezident Mwai Kibaki rozdílem 230 tisíc hlasů. Opozice ale tvrdí, že výsledky byly zfalšovány a že o 38 tisíc hlasů zvítězil její kandidát Samuel Kivuitu. Povolební spory provázejí násilnosti, které si zatím vyžádaly 14 obětí.